# Roberto Cingolani
Roberto Cingolani (Milano, 23 dicembre 1961) è un fisico e dirigente d'azienda italiano.
È stato direttore scientifico dell'Istituto Italiano di Tecnologia (IIT) di Genova dal 2015 al 2019, quindi responsabile dell'innovazione tecnologica dell'azienda Leonardo sino al 2021, quando è stato nominato ministro della transizione ecologica nel governo Draghi (2021-2022). Dal 23 ottobre 2022 è consigliere per l'energia del governo Meloni. Il 12 aprile 2023 è stato nominato amministratore delegato di Leonardo dal governo Meloni.

## Biografia
Figlio del fisico Aldo Cingolani, professore ordinario di fisica all'Università degli Studi di Bari, trascorre l'infanzia nel capoluogo pugliese. Nel 1985 si laurea in fisica presso l'Università di Bari. Nel 1990 consegue il dottorato di ricerca presso la Scuola Normale Superiore di Pisa. Dal 1988 al 1991 è stato membro dello staff dell'Istituto Max Planck di Stoccarda in Germania, sotto la direzione del premio Nobel per la fisica professor Klaus von Klitzing. Successivamente avrebbe dovuto trasferirsi in via definitiva in Giappone per lavorare presso l'Università imperiale di Tokyo, ma dovette tornare in Italia a causa della morte del padre.
Dal 1991 al 1999 è stato prima ricercatore e poi professore associato di fisica generale presso il dipartimento di scienza dei materiali dell'Università del Salento (all'epoca chiamata Università di Lecce). Fra il 1997 e il 2000 è stato visiting professor (professore in visita) presso l'Università di Tokyo, in Giappone e poi presso la Virginia Commonwealth University negli Stati Uniti. Dal 2000 al 2005 è stato professore ordinario di fisica generale presso la facoltà d'ingegneria dell'Università del Salento, dove ha fondato e diretto il Laboratorio nazionale di nanotecnologie di Lecce.
Nel 2001 ha lavorato come perito per la procura di Roma effettuando alcune perizie relative al caso Marta Russo e al caso Unabomber. Dal dicembre 2005 è direttore scientifico dell'Istituto italiano di tecnologia (IIT) di Genova, di cui viene anche considerato una sorta di amministratore delegato. Nel dicembre 2015 gli viene assegnato il Premio Roma per la Scienza "per aver dato vita, con l'Istituto Italiano di Tecnologia, a un centro di ricerca avanzata di grande rilevanza nazionale e internazionale, combinando straordinarie capacità di analisi scientifica, di coordinamento organizzativo e di correttezza amministrativa".
Nel 2016 lavora alla nascita dello Human Technopole di Milano, il progetto per un istituto di ricerca per le scienze della vita, nato per continuare l'eredità di Expo 2015. Il 27 giugno 2019 lascia l'IIT, dove viene sostituito nel ruolo di direttore scientifico da Giorgio Metta, e viene nominato Responsabile Tecnologie e Innovazione (Chief Technology and Innovation Officer) della multinazionale del settore difesa e aerospazio Leonardo, diventando operativo dal 1º settembre 2019. Ad aprile 2019 entra nel consiglio di amministrazione di illycaffè.
Ad aprile 2020 viene nominato direttore non esecutivo nel consiglio di amministrazione della Ferrari, da cui si dimette il 16 febbraio 2021 a seguito della sua nomina a ministro dell'ambiente e della tutela del territorio e del mare nel governo Draghi. Presta giuramento ed entra ufficialmente in carica il 13 febbraio 2021. Il primo marzo successivo diventa il primo ministro della transizione ecologica. Resta in carica fino al 22 ottobre 2022.
Dal 23 ottobre 2022 è nominato consigliere per l'energia del governo Meloni.
Dal 12 aprile 2023 Roberto Cingolani è stato nominato amministratore delegato dell'azienda italiana Leonardo su indicazione del Ministero dell'economia e delle finanze. Cingolani è rientrato all'interno della negoziazione interna alle componenti del governo Meloni sulle nomine dei vertici delle società partecipate di Leonardo, Enel, Eni e Poste Italiane.  Alcune testate giornalistiche hanno fatto notare che la Legge n.60 del 1953 prevederebbe l'incompatibilità della carica di amministratore delegato di una partecipata con quella di ex-parlamentari e/o ex-ministri per la durata di un anno dalla cessazione dell'incarico, come nel caso proprio di Roberto Cingolani.
Il 9 maggio 2023 il consiglio di amministrazione di Leonardo lo ha nominato amministratore delegato e direttore generale.

## Dichiarazioni e prese di posizione
Nel maggio 2021 si è espresso a favore della produzione nazionale di energia tramite fissione nucleare, secondo modelli di nuova generazione, attirando su di sé le critiche degli esponenti di Europa Verde, che hanno richiamato l'esito dei referendum abrogativi del 1987 e del 2011. Nel settembre 2021, intervenendo a un convegno di Italia Viva, ha ribadito la propria posizione di favore al nucleare e affermato che: "Il mondo è pieno di ambientalisti radical chic ed è pieno di ambientalisti oltranzisti, ideologici, loro sono peggio della catastrofe climatica verso la quale andiamo sparati, se non facciamo qualcosa di sensato... Sono parte del problema".
Durante un’intervista rilasciata a la Repubblica sconsiglia l'abbandono delle macchine con motore termico sostenendo che non ha senso guidare auto elettriche in quanto, per la loro ricarica, viene utilizzata corrente prodotta da centrali a carbone e a olio combustibile. La sua affermazione risulta in polemica con uno studio del 2018 condotto in nazioni che usano anche l'energia nucleare e che avvalora l’utilizzo di auto elettriche. Trova invece riscontro in un altro studio specifico su tale confronto.
Il 13 dicembre, parlando in streaming ad una platea di 17.000 studenti delle scuole superiori, ha affermato: "I social network inquinano troppo. Quando mandate inutili fotografie pensate al costo ambientale che hanno", sostenendo che questi producono il 4% della CO2 ben superiori al 2% di CO2 generata dal traffico aereo: queste affermazioni, che ricalcano quelle del 22 aprile rilasciate alla trasmissione televisiva "Piazza Pulita" di La7, sono errate secondo altri studiosi. È probabile che il ministro della transizione ecologica volesse fare riferimento alla stima relativa alle emissioni di CO2 di tutto il settore del digitale che comprende non solo i social network, ma le intere reti di telecomunicazioni e dispositivi come computer e smartphone.

## Vita privata
È stato sposato una prima volta con Rosaria Rinaldi, docente di fisica, e una seconda volta con Athanassia "Nassia" Athanassiou, fisica di origini greche, Principal Investigator nel medesimo istituto (IIT) di ricerca del quale è stato direttore scientifico dalla fondazione. Ha tre figli.

## Premi
- Premio Giovani ricercatori della Philips (1980)
- Premio Giovani ricercatori della Philips (1981)
- Premio della Società Italiana di Fisica (1986)
- Premio della Società Italiana di Fisica (1990)
- Premio "Ugo Campisano" dell'Istituto Nazionale per la Fisica della Materia (1999)
- Premio Società Italiana di Fisica - STMicroelectronics (2000)
- Premio grande Ippocrate per il ricercatore medico dell'anno (2010)
- Premio Tech for Good - Thinker Award da parte di IBM (2018)

## Opere
- Roberto Cingolani, Il mondo è piccolo come un'arancia. Una discussione semplice sulle nanotecnologie, Il Saggiatore, 23 ottobre 2014, ISBN 978-8842820512.
- Roberto Cingolani e Giorgio Metta, Umani e umanoidi. Vivere con i robot, il Mulino, 21 maggio 2015, ISBN 978-8815257918.
- Roberto Cingolani e Alberto Magnani, Robotica. Tra realtà e fantascienza, Genova, Il Canneto Editore, 10 ottobre 2018, ISBN 978-8899567491.
- Roberto Cingolani, L'altra specie. Otto domande su noi e loro, Bologna, il Mulino, 9 maggio 2019, ISBN 978-8815283641.
- Paolo Vineis, Luca Carra e Roberto Cingolani, Prevenire. Manifesto per una tecnopolitica, Einaudi, 28 gennaio 2020, ISBN 978-8806243395.